# Alan Somers
Alan Brounell Somers (* 30. Juli 1941 in Indianapolis, Indiana, USA) ist ein ehemaliger US-amerikanischer Schwimmer.
1960 schwamm er Weltrekord mit der US-amerikanischen 4 × 200-m-Freistilstaffel.
Der Freistilschwimmer Somers schwamm für die Vereinigten Staaten bei den Olympischen Spielen 1960 in Rom. Er wurde Siebter über 1500 m Freistil und Fünfter über 400 m Freistil.
Alan Somers schwamm Anfang der 1960er für die Indiana University unter Trainer James Counsilman.